# Hemicloea pacifica
Espèce
Hemicloea pacifica est une espèce d'araignées aranéomorphes de la famille des Trochanteriidae.

## Distribution
Cette espèce est endémique de Nouvelle-Calédonie. Elle se rencontre aux îles Loyauté.

## Description
La femelle holotype mesure 11 mm.

## Publication originale
- Berland, 1924 : Araignées de la Nouvelle-Calédonie et des iles Loyalty. Nova Caledonia. Zoologie, vol. 3, p. 159-255 (texte intégral).